# Carolus Josephus de Roo
Carolus Josephus de Roo (Tielt, 11 november 1793 - Brugge, 9 januari 1880) was een Belgisch advocaat, politicus en magistraat.

## Levensloop
Carolus Josephus (ook Charles-Joseph genoemd, zoals op de overlijdensgedachtenis) was de zoon van Joannes Carolus De Roo (1747-1834) en van Catherina Gilliodts (dochter van Jan Baptist Gilliodts en Catharina Van Neste). Het ging hier om twee huwelijken tussen telgen uit twee vermogende families, want Rosa Ferdinanda De Roo (1761-1848), zus van Joannes-Carolus, trouwde met Ludovicus Primus Gilliodts (1764-1851), neef van Catherina. Deze laatste waren de grootouders van de Brugse stadsarchivaris Louis Gilliodts (1827-1915). Vader Joannes Carolus de Roo, afstammeling van verschillende generaties griffiers, was tot aan de Franse Revolutie griffier van Ruiselede, Wontergem en Tielt, alsook schepen van de kasselrij Kortrijk. In de Franse tijd was hij vanaf 1800 gemeenteraadslid in Tielt. Onder het Verenigd Koninkrijk der Nederlanden werd hij lid van de Provinciale Staten van West-Vlaanderen.
In 1817 behaalde Carolus Josephus de Roo in Brussel (Université impériale te Brussel, École de Droit) het licentiaat in de rechten. Van 1822 tot 1832 was hij advocaat aan de balie van Brugge. In 1822 begon hij deel te nemen aan het Brugse societyleven en werd hij lid van de Schuttersgilde van Sint-Sebastiaan. Op 14 juni 1824 trouwde hij in Brugge met Jeanne Marie Livine Van Wambeke (Brugge, 1798 - 1871).  
In 1829 nam hij deel aan het Constitutioneel Banket, de eerste openbare manifestatie die in Brugge doorging tegen de politiek van de regering in het Verenigd Koninkrijk. In 1830 was hij kapitein van de Burgerwacht en koos de zijde van de revolutiegezinden. Hij was ook korte tijd een van de zes hoofdmannen die instonden voor de ordehandhaving in de verschillende stadswijken.

## Politicus
De Roo werd verkozen tot plaatsvervangend lid van het Nationaal Congres voor het arrondissement Tielt en vanaf 10 november 1830 was hij, vanwege de terugtrekking van een effectief verkozen lid, zelf effectief lid. Vervolgens werd hij verkozen en herhaaldelijk herkozen tot katholiek volksvertegenwoordiger voor het arrondissement Roeselare-Tielt (1831-1848). In de besprekingen van het Nationaal Congres over de Grondwet deed De Roo zes korte tussenkomsten. Hij sprak zich uit voor een grondwettelijke monarchie, ook al zag hij wel voordelen in een republiek. Voor het staatshoofd stelde hij voor de titel van 'groothertog' aan te nemen en niet die van koning, gelet op de bescheiden omvang van het land. Anderzijds stemde hij ook voor de eeuwigdurende uitsluiting van de Oranje-Nassaus van de Belgische troon. In de discussie over de oprichting van een Senaat keerde hij zich fel tegen het vooropgestelde idee dat de leden van deze reflectiekamer door het staatshoofd (dit wil zeggen door de uitvoerende macht) zouden worden benoemd. 
Als volksvertegenwoordiger was De Roo vooral bekommerd om zijn eigen arrondissement. Hij voerde een jarenlange actie opdat een behoorlijke treinverbinding Tielt zou ontsluiten. Hij argumenteerde bij herhaling dat de lijn Gent-Brugge beter over Tielt zou gelopen hebben, om van daar te splitsen in een richting Brugge-Oostende en in een richting Kortrijk. Bij gebrek hieraan, moest dan maar een nieuwe lijn Tielt en de omliggende gemeenten in het spoorwegnet opnemen. Hij hield ook herhaalde tussenkomsten in verband met de aanhoudende crisis in de vlas- en linnennijverheid en verweet de regering vooral handelsverdragen te hebben gesloten met Frankrijk die zeer nadelig waren voor deze typisch West-Vlaamse nijverheid. 
In oktober 1832 werd hij tot rechter benoemd bij de rechtbank van eerste aanleg in Brugge. Na de wet op de onverenigbaarheden in 1848 koos hij voor de magistratuur en bleef rechter tot 31 december 1861. 
In 1871 werd De Roo opgenomen in de erfelijke adelstand. 

## De voorvaders
Carolus Josephus de Roo behoort tot een stam van het Huis De Roo met vijf generaties baljuws en griffiers in Kanegem, Ruiselede en Tielt.
- Zijn vader Joannes Carolus De Roo (Ruiselede, 1747 - Tielt, 1834), gehuwd met Catherina Gilliodts, was griffier te Ruiselede en later notaris in Tielt.
- Grootvader Joannes De Roo (Ruiselede, 1711-1786), gehuwd met Anna Maria De Bels (Ardooie, 1727 - Nevele, 1798), was griffier van Wontergem, Tielt en Ruiselede, waar zijn gedenksteen aan de kerkmuur te zien is.
- Zijn overgrootvader Hugo De Roo (Kanegem, 1654 - Ruiselede, 1717), gehuwd met Joanna Winnebroot, was griffier van Ruiselede en Wontergem. Een broer van Hugo, Franciscus De Roo (1652-1714), was procureur bij de Raad van Vlaanderen in Gent.
- Betovergrootvader Jacobus De Roo (Kanegem, 1597-1657) was griffier te Kanegem, waar zijn vader Jan baljuw was.

## Nakomelingen
Carolus Josephus de Roo had zes kinderen, onder wie:
- Prudence de Roo (1823-1895) x advocaat Désiré D'Hauw (1799-1854), xx baron Charles Parry de Grainger (1803-1890).
- Alphonse Jules de Roo (1826-1905) x Valérie Van Huele (1825-1906), postume dochter van advocaat Jean-Fidèle van Huele (1794-1825).
- Renilde de Roo (1827-1901) x ridder Eugène de Cock (1818-1891), advocaat, bestendig afgevaardigde en voorzitter van de provincieraad van West-Vlaanderen.

Jonkheer Armand de Roo (Brugge, 29 januari 1853 - Schaarbeek, 7 december 1932), zoon van Alphonse, werd raadsheer bij het hof van beroep in Gent, en vervolgens in Brussel, waar hij zijn carrière beëindigde als voorzitter. Hij overleed in Schaarbeek, waar een straat zijn naam draagt (Armand de Roostraat). Hij trouwde pas in 1923 met Clémence Marie-Louise Jans (1872-1951). Aangezien hij toen zeventig was en de bruid eenenvijftig bleef het gezin kinderloos. Hij was de laatste telg uit deze familie. Zijn echtgenote overleed in 1951 in Ruiselede-Doomkerke, waar Alphonse de Roo omstreeks 1866 op familiegronden een kasteelwoning had laten bouwen.